# Ranua-Zoo
Koordinaten: 65° 56′ 38,4″ N, 26° 28′ 0,1″ O
Der Ranua-Zoo (finn.: Ranuan eläinpuisto) ist der nördlichste Zoo Finnlands und wurde 1983 eröffnet. Es gibt hier ungefähr 50 arktische bzw. in der Polarregion lebende Tierarten mit insgesamt etwa 200 Exemplaren. Der Zoo ist ganzjährig geöffnet, wobei sich die Öffnungszeiten im Sommer und Winter unterscheiden.

## Lage
Der Zoo liegt im namensgebenden Ort Ranua und ist von Rovaniemi aus in etwa einer Stunde Fahrt über die Kantatie 78 in südöstlicher Richtung zu erreichen. Er ist in ein großes Waldgebiet eingebettet und verfügt über große Wildgehege.
Auf einem etwa 2,8 km langen Pfad, welcher vorwiegend aus hölzernen Pfaden und Brücken besteht, kann man alle Tiere sehr gut beobachten. Bis auf einen kleinen Anstieg zu Beginn des Pfades, ist dieser auch mit einem Rollstuhl oder Rollator gut zu bewältigen. Unterwegs gibt es mehrere gesicherte Feuerstellen, an denen man sein eigenes Essen zubereiten kann und darf.

## Galerie

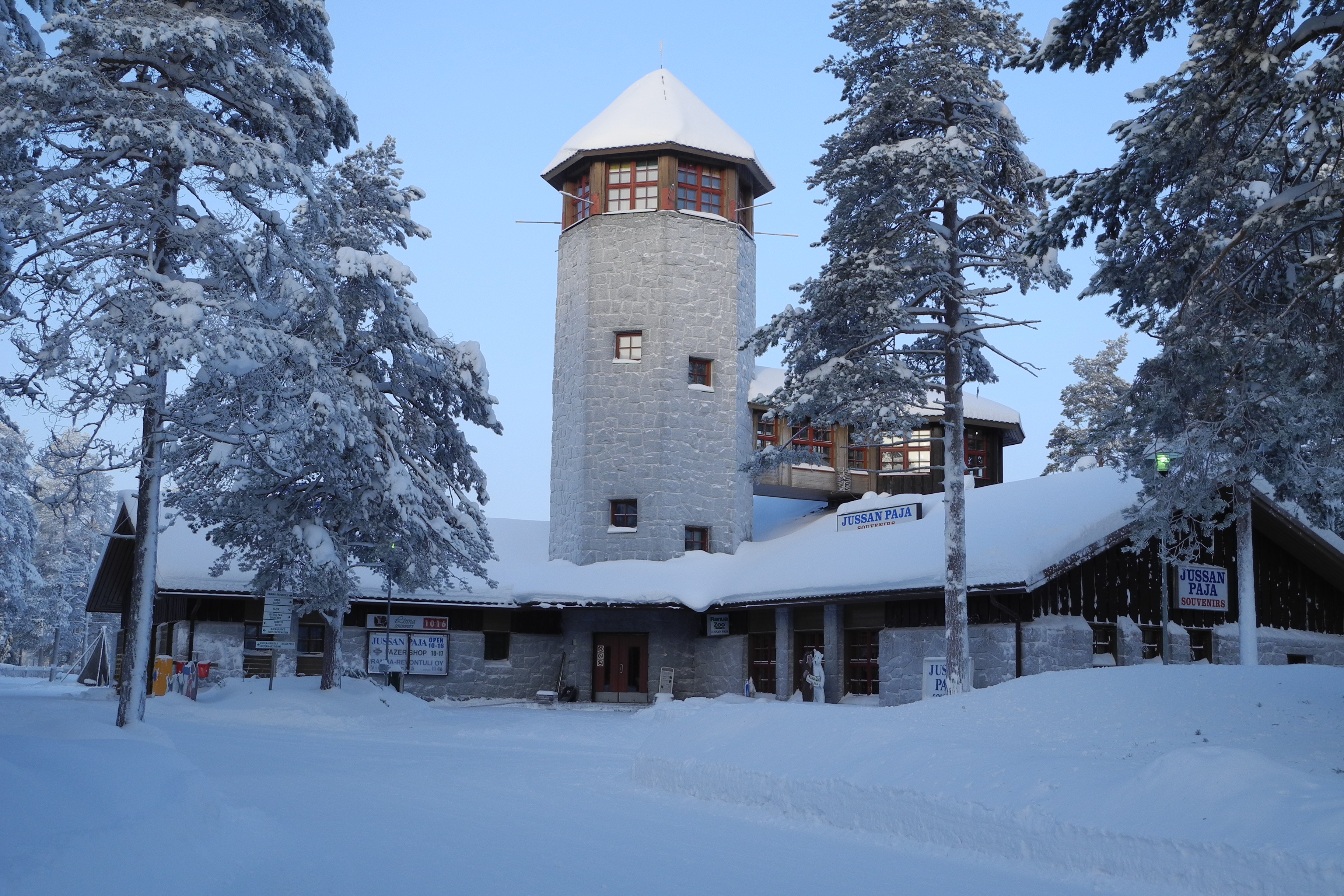
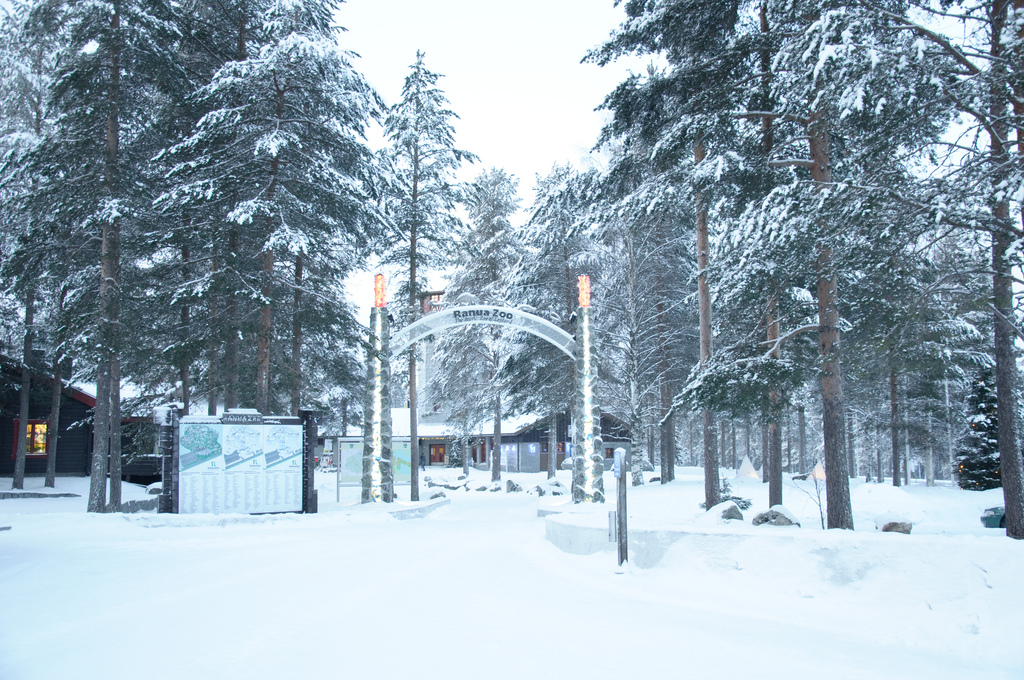
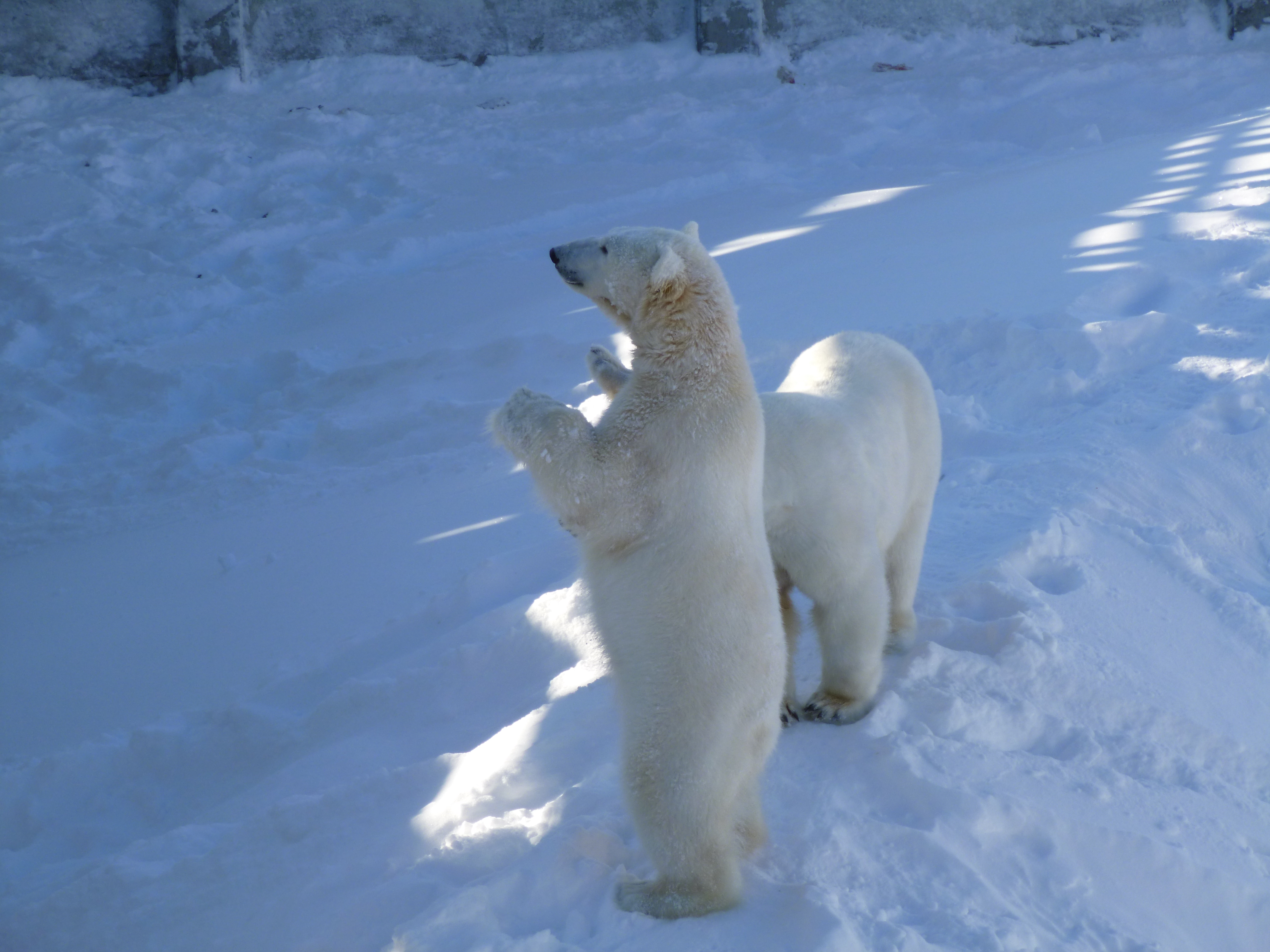

## Tierarten
Eine Besonderheit sind die einzigen Eisbären Finnlands, die in diesem Zoo leben. Des Weiteren kann man hier folgende Tiere beobachten: Braunbären, Wölfe, Luchse, Otter, Marder, Biber sowie Elche, Hirsche, Rentiere, Wildschweine und verschiedene Vogelarten wie Enten, Eulen und Adler.

## Artenschutz
Der Ranua-Zoo hat sich auf arktische und nördliche Tierarten spezialisiert. Besonders hervorzuheben sind dabei Eisbären, Polarfüchse, Schneeeulen und Moschusochsen.
Eine weitere Aufgabe ist die Pflege kranker oder verletzter Wildtiere aus der näheren Umgebung. Im Laufe der Jahre wurden schon 90 Tiere versorgt und gesund gepflegt. Meistens sind es Schwäne, Spechte oder Eulen, aber auch eine Robbe wurde schon versorgt.

### Eisbärenzucht
| Name    | Geschlecht | Vorherige Stationen                  | Im Ranua-Zoo            | Spätere Stationen                       |
| ------- | ---------- | ------------------------------------ | ----------------------- | --------------------------------------- |
| Manasse | männlich   | 28.11.1989–19.12.1990 Kolmården      | 19.12.1990–28.08.2017   |                                         |
| Venus   | weiblich   | 09.12.2004–29.05.2006 Zoo Rostock    | seit 29.05.2006         |                                         |
| Valeska | weiblich   | 09.12.2004–29.05.2006 Zoo Rostock    | 29.05.2006–17.04.2012   | seit 20.04.2012 Zoo am Meer             |
| Ranzo   | männlich   |                                      | 18.11.2011–05.05.2014   | seit 05.05.2014 Tiergarten Schönbrunn   |
| Sisu    | männlich   |                                      | 21.11.2016–10.12.2020   | seit 13.12.2020 Yorkshire Wildlife Park |
| Nord    | männlich   | bis 22.02.2021 Skandinavisk Dyrepark | 23.02.2021 – 16.10.2021 |                                         |

Ranzo ist das erste Eisbärenjunge, das im Ranua-Zoo geboren wurde. Da er gleichzeitig der erste in Finnland geborene Eisbär war, wurde er zu einer kleinen Attraktion. Über 30.000 Menschen beteiligten sich an der Namenssuche. Letztendlich fiel die Wahl auf Ranzo, in Anlehnung an Ranua.
Mutter und Vater von Ranzo und Sisu sind jeweils Venus und Manasse. Valeska ist die Schwester von Venus.

## Touristische Möglichkeiten
Auf dem erweiterten Gelände der Anlage befinden sich ein Restaurant, ein Café, Apartments für Übernachtungen, ein Konferenzraum sowie mehrere Stellplätze für Wohnmobile. Im Winter können unter anderem verschiedene Touren mit Schlittenhunden oder Schneemobilen gebucht werden.